# Timogenes sumatranus
Espèce
Timogenes sumatranus est une espèce de scorpions de la famille des Bothriuridae.

## Distribution
Cette espèce est endémique d'Argentine. Elle se rencontre dans les provinces de Mendoza, de San Juan, de La Rioja et de Catamarca.

## Description
Le mâle mesure 63,33 mm et la femelle 55,46 mm.

## Publication originale
- Simon, 1880 : Études arachnologiques 12e Mémoire (1). XVIII. Descriptions de genres et espèces de l’ordre des Scorpiones. Annales de la Société entomologique de France, sér. 5, vol. 10, p. 377-398 (texte original).